# سلیبیتسه (ستانکوویتسه)
سلیبیتسه (به چکی: Selibice) یک منطقهٔ مسکونی در جمهوری چک است که در ستانکوویتسه واقع شده‌است.